# Copa de la CEI 1997
La Copa de la CEI 1997 es la quinta edición de este torneo de fútbol a nivel de clubes organizado por la Unión de Fútbol de Rusia que contó con la participación de 16 equipos representantes de los países que conformaban la Unión Soviética.
El FC Dynamo Kiev de Ucrania venció al FC Spartak de Moscú de Rusia en la final jugada en Moscú para ganar el título por segundo año consecutivo.

## Participantes
| Equipo             | Clasificación                                                             | Apariciones |
| ------------------ | ------------------------------------------------------------------------- | ----------- |
| Spartak Moscú      | Campeón de la 1996 Russian Top League                                     | 4           |
| Dynamo Kiev        | Campeón de la 1995–96 Vyshcha Liha                                        | 2           |
| MPKC Mozyr         | Campeón de la 1996 Belarusian Premier League                              | 1           |
| Kareda Šiauliai    | Campeón de la 1995–96 A Lyga                                              | 1           |
| Skonto Riga        | Campeón de la 1996 Latvian Higher League                                  | 5           |
| Lantana Tallinn    | Campeón de la 1995–96 Meistriliiga                                        | 1           |
| Zimbru Chișinău    | Campeón de la 1995–96 Moldovan National Division                          | 5           |
| Dinamo Tbilisi     | Campeón de la 1995–96 Umaglesi Liga                                       | 5           |
| Neftchi Baku       | Campeón de la 1995–96 Azerbaijan Top League                               | 3           |
| Pyunik Yerevan     | Campeón de la 1995–96 Armenian Premier League                             | 2           |
| Taraz              | Campeón de la 1996 Kazakhstan Premier League                              | 1           |
| Navbahor Namangan  | Campeón de la 1996 Uzbek League                                           | 1           |
| Dynamo Dushanbe    | Campeón de la 1996 Tajik League                                           | 1           |
| Metallurg Kadamjay | Campeón de la 1996 Kyrgyzstan League                                      | 1           |
| Köpetdag Aşgabat   | 2º de la 1996 Ýokary Liga                                                 | 5           |
| Rusia XI           | Participante no oficial, no es elegible para avanzar de la fase de grupos | 1           |

## Fase de grupos

### Grupo A
| Equipo            | J | G | E | P | GF | GC | GD  | Pts |
| ----------------- | - | - | - | - | -- | -- | --- | --- |
| Spartak Moscú     | 3 | 3 | 0 | 0 | 13 | 2  | +11 | 9   |
| Zimbru Chișinău   | 3 | 2 | 0 | 1 | 7  | 7  | 0   | 6   |
| Navbahor Namangan | 3 | 1 | 0 | 2 | 5  | 11 | -6  | 3   |
| Neftchi Baku      | 3 | 0 | 0 | 3 | 6  | 11 | -5  | 0   |

| 25 de enero de 1997 | Navbahor Namangan | 0 – 5 | Zimbru Chișinău                                         | Spartak Manege, Moscú                               |                                                     |
|                     |                   |       | Caras 8' · Miterev 22' · Curteian 28' 57' · Suharev 71' | Asistencia: 400 espectadores Árbitro(s): Vadim Zhuk | Asistencia: 400 espectadores Árbitro(s): Vadim Zhuk |

| 25 de enero de 1997 | Spartak Moscú                                            | 4 – 2 | Neftchi Baku                | CSKA Palace of Sports, Moscú                             |                                                          |
|                     | Tikhonov 19' · Golovskoy 33' · Titov 60' · Tsymbalar 68' |       | G.Gurbanov 12' · Rzayev 34' | Asistencia: 4,500 espectadores Árbitro(s): Romāns Lajuks | Asistencia: 4,500 espectadores Árbitro(s): Romāns Lajuks |

| 26 de enero de 1997 | Neftchi Baku | 1 – 2 | Zimbru Chișinău                      | Spartak Manege, Moscú                                       |                                                             |
|                     | Rzayev 24'   |       | Suharev 68' · Testemițanu 83' (pen.) | Asistencia: 800 espectadores Árbitro(s): Alexander Koulakov | Asistencia: 800 espectadores Árbitro(s): Alexander Koulakov |

| 26 de enero de 1997 | Spartak Moscú                    | 3 – 0 | Navbahor Namangan | CSKA Palace of Sports, Moscú                                 |                                                              |
|                     | Tikhonov 28' 68' · Tsymbalar 45' |       |                   | Asistencia: 4,200 espectadores Árbitro(s): Paata Dograshvili | Asistencia: 4,200 espectadores Árbitro(s): Paata Dograshvili |

| 28 de enero de 1997 | Navbahor Namangan                                   | 5 – 3 | Neftchi Baku                        | Spartak Manege, Moscú                                    |                                                          |
|                     | Vinnikov 39' · Musabayev 62' 70' · Batynkov 77' 88' |       | Yadullayev 21' 25' · M.Gurbanov 86' | Asistencia: 500 espectadores Árbitro(s): Ihor Yarmenchuk | Asistencia: 500 espectadores Árbitro(s): Ihor Yarmenchuk |

| 28 de enero de 1997 | Zimbru Chișinău | 0 – 6 | Spartak Moscú                                                       | CSKA Palace of Sports, Moscú                              |                                                           |
|                     |                 |       | Tikhonov 10' (pen.) · Kechinov 15' 73' 86' · Shirko 70' · Duyun 75' | Asistencia: 4,500 espectadores Árbitro(s): Oleg Timofejev | Asistencia: 4,500 espectadores Árbitro(s): Oleg Timofejev |

### Grupo B
| Equipo             | J | G | E | P | GF | GC | GD  | Pts |
| ------------------ | - | - | - | - | -- | -- | --- | --- |
| Dynamo Kiev        | 3 | 3 | 0 | 0 | 16 | 2  | +14 | 9   |
| Pyunik Yerevan     | 3 | 1 | 1 | 1 | 6  | 4  | +2  | 4   |
| Kareda Šiauliai    | 3 | 1 | 1 | 1 | 8  | 8  | 0   | 4   |
| Metallurg Kadamjay | 3 | 0 | 0 | 3 | 2  | 18 | -16 | 0   |

| 25 de enero de 1997 | Kareda Šiauliai                              | 2 – 2 | Pyunik Yerevan                    | Spartak Manege, Moscú                             |                                                   |
|                     | Vardanyan 67' (a.g.) · Stukalinas 86' (pen.) |       | Vardanyan 14' · V.Khachatryan 30' | Asistencia: 800 espectadores Árbitro(s): A.Alimov | Asistencia: 800 espectadores Árbitro(s): A.Alimov |

| 25 de enero de 1997 | Dynamo Kiev | 9 – 1 | Metallurg Kadamjay | CSKA Palace of Sports, Moscú                              |                                                           |
|                     | Mykhaylenko 15' · Antyukhin 33' · Byalkevich 51' · Bezhenar 52', 90' · Samoylov 55' · Shevchenko 56' 79' · Dmytrulin 78' |       | Khaitbayev 43'     | Asistencia: 3,000 espectadores Árbitro(s): Oleg Timofejev | Asistencia: 3,000 espectadores Árbitro(s): Oleg Timofejev |

| 26 de enero de 1997 | Metallurg Kadamjay | 0 – 4 | Pyunik Yerevan                               | Spartak Manege, Moscú                                |                                                      |
|                     |                    |       | A.Avetisyan 1' 31' 81' · Minasyan 39' (pen.) | Asistencia: 500 espectadores Árbitro(s): Tudor Cepoi | Asistencia: 500 espectadores Árbitro(s): Tudor Cepoi |

| 26 de enero de 1997 | Dynamo Kiev                                                  | 5 – 1 | Kareda Šiauliai | CSKA Palace of Sports, Moscú                        |                                                     |
|                     | Samoylov 13' 55' · Shevchenko 71' (pen.) 86' · Antyukhin 83' |       | Mikalajūnas 65' | Asistencia: 1,500 espectadores Árbitro(s): B.Karaev | Asistencia: 1,500 espectadores Árbitro(s): B.Karaev |

| 28 de enero de 1997 | Kareda Šiauliai                                               | 5 – 1 | Metallurg Kadamjay | Dynamo Manage, Moscú                                       |                                                            |
|                     | Fomenka 7' 43' · Žvingilas 52' · Pocius 74' · Baranauskas 90' |       | Khaitbayev 53'     | Asistencia: 200 espectadores Árbitro(s): Paata Dograshvili | Asistencia: 200 espectadores Árbitro(s): Paata Dograshvili |

| 28 de enero de 1997 | Pyunik Yerevan | 0 – 2 | Dynamo Kiev                  | Dynamo Manage, Moscú                                          |                                                               |
|                     |                |       | Rebrov 33' · Khatskevich 90' | Asistencia: 1,500 espectadores Árbitro(s): Alexander Koulakov | Asistencia: 1,500 espectadores Árbitro(s): Alexander Koulakov |

### Grupo C
| Equipo          | J | G | E | P | GF | GC | GD | Pts |
| --------------- | - | - | - | - | -- | -- | -- | --- |
| Dinamo Tbilisi  | 3 | 3 | 0 | 0 | 12 | 4  | +8 | 9   |
| Lantana Tallinn | 3 | 2 | 0 | 1 | 9  | 5  | +4 | 6   |
| Taraz           | 3 | 1 | 0 | 2 | 3  | 7  | -4 | 3   |
| Dynamo Dushanbe | 3 | 0 | 0 | 3 | 5  | 13 | -8 | 0   |

| 25 de enero de 1997 | Taraz                         | 3 – 2 | Dynamo Dushanbe                | Spartak Manege, Moscú                                       |                                                             |
|                     | Vaganov 14' · Mazbaev 43' 55' |       | Fuzaylov 7' · Kamaletdinov 63' | Asistencia: 260 espectadores Árbitro(s): Algirdas Dubinskas | Asistencia: 260 espectadores Árbitro(s): Algirdas Dubinskas |

| 25 de enero de 1997 | Dinamo Tbilisi                                        | 4 – 2 | Lantana Tallinn         | Dynamo Manage, Moscú                                       |                                                            |
|                     | Didava 54' · Demetradze 59' (pen.) 69' · Kiknadze 80' |       | Bragin 8' · Kulikov 85' | Asistencia: 1,000 espectadores Árbitro(s): Ihor Yarmenchuk | Asistencia: 1,000 espectadores Árbitro(s): Ihor Yarmenchuk |

| 26 de enero de 1997 | Lantana Tallinn                      | 4 – 1 | Dynamo Dushanbe | Spartak Manege, Moscú                                   |                                                         |
|                     | Bragin 6' (pen.) 47' 55' · Karin 61' |       | Kulbayev 86'    | Asistencia: 500 espectadores Árbitro(s): Andrei Butenko | Asistencia: 500 espectadores Árbitro(s): Andrei Butenko |

| 26 de enero de 1997 | Dinamo Tbilisi                 | 2 – 0 | Taraz | Dynamo Manage, Moscú                                        |                                                             |
|                     | Demetradze 34' · Khomeriki 51' |       |       | Asistencia: 3,000 espectadores Árbitro(s): Sergei Khusainov | Asistencia: 3,000 espectadores Árbitro(s): Sergei Khusainov |

| 28 de enero de 1997 | Taraz | 0 – 3 | Lantana Tallinn                                   | Dynamo Manage, Moscú                                     |                                                          |
|                     |       |       | Daniličevas 55' · Kulikov 61' · Bragin 74' (pen.) | Asistencia: 100 espectadores Árbitro(s): Slavik Kazaryan | Asistencia: 100 espectadores Árbitro(s): Slavik Kazaryan |

| 28 de enero de 1997 | Dynamo Dushanbe                               | 2 – 6 | Dinamo Tbilisi                                                                                    | CSKA Palace of Sports, Moscú                             |                                                          |
|                     | Khamidov 66' (pen.) · Kamaletdinov 88' (pen.) |       | Kerdzevadze 12' · Tskitishvili 13' · Khomeriki 38' · Kudinov 44' · Kizilashvili 57' · Kaladze 75' | Asistencia: 1,200 espectadores Árbitro(s): Romāns Lajuks | Asistencia: 1,200 espectadores Árbitro(s): Romāns Lajuks |

### Grupo D

#### Tabla No Oficial
| Equipo           | J | G | E | P | GF | GC | GD | Pts |
| ---------------- | - | - | - | - | -- | -- | -- | --- |
| Rusia XI         | 3 | 2 | 1 | 0 | 9  | 2  | +7 | 7   |
| Köpetdag Aşgabat | 3 | 2 | 0 | 1 | 4  | 4  | 0  | 6   |
| Skonto Riga      | 3 | 1 | 1 | 1 | 2  | 2  | 0  | 4   |
| MPKC Mozyr       | 3 | 0 | 0 | 3 | 3  | 10 | -7 | 0   |

#### Tabla Oficial
| Equipo           | J | G | E | P | GF | GC | GD | Pts |
| ---------------- | - | - | - | - | -- | -- | -- | --- |
| Köpetdag Aşgabat | 2 | 2 | 0 | 0 | 4  | 0  | +4 | 6   |
| Skonto Riga      | 2 | 1 | 0 | 1 | 2  | 2  | 0  | 3   |
| MPKC Mozyr       | 2 | 0 | 0 | 2 | 1  | 5  | -4 | 0   |

| 25 de enero de 1997 | Skonto Riga | 0 – 1 | Köpetdag Aşgabat | Dynamo Manage, Moscú                                     |                                                          |
|                     |             |       | Gogoladze 53'    | Asistencia: 100 espectadores Árbitro(s): Slavik Kazaryan | Asistencia: 100 espectadores Árbitro(s): Slavik Kazaryan |

| 25 de enero de 1997 | MPKC Mozyr                      | 2 – 5 | Rusia XI                                                | Dynamo Manage, Moscú                                    |                                                         |
|                     | Maks.Romaschenko 71' 79' (pen.) |       | Maslov 20' · Semak 34' · Bulatov 40' · Buznikin 48' 78' | Asistencia: 1,000 espectadores Árbitro(s): Asim Khudiev | Asistencia: 1,000 espectadores Árbitro(s): Asim Khudiev |

| 26 de enero de 1997 | Rusia XI                                            | 4 – 0 | Köpetdag Aşgabat | Dynamo Manage, Moscú                                          |                                                               |
|                     | D.Meredow 14' (a.g.) · Buznikin 65' 84' · Silin 73' |       |                  | Asistencia: 1,500 espectadores Árbitro(s): Abdygany Radzhapov | Asistencia: 1,500 espectadores Árbitro(s): Abdygany Radzhapov |

| 26 de enero de 1997 | MPKC Mozyr  | 1 – 2 | Skonto Riga                               | Dynamo Manage, Moscú                                          |                                                               |
|                     | Kushnir 69' |       | Zemļinskis 7' (pen.) · Blagonadeždins 52' | Asistencia: 1,500 espectadores Árbitro(s): Sardar Nadjafaliev | Asistencia: 1,500 espectadores Árbitro(s): Sardar Nadjafaliev |

| 28 de enero de 1997 | Skonto Riga | 0 – 0 | Rusia XI | Spartak Manege, Moscú                             |  |
|                     |             |       |          | Asistencia: 500 espectadores Árbitro(s): A.Alimov |  |

| 28 de enero de 1997 | Köpetdag Aşgabat                            | 3 – 0 | MPKC Mozyr | Spartak Manege, Moscú                                   |                                                         |
|                     | Durdyýew 21' · Tkavadze 52' · Gogoladze 84' |       |            | Asistencia: 500 espectadores Árbitro(s): Andrei Butenko | Asistencia: 500 espectadores Árbitro(s): Andrei Butenko |

## Fase Final

### Cuartos de final
| 29 de enero de 1997 | Köpetdag Aşgabat | 1 – 0 | Lantana Tallinn | Dynamo Manage, Moscú                                      |                                                           |
|                     | Agabaýew 13'     |       |                 | Asistencia: 100 espectadores Árbitro(s): Sergei Khusainov | Asistencia: 100 espectadores Árbitro(s): Sergei Khusainov |

| 29 de enero de 1997 | Dinamo Tbilisi                                                                          | 0 – 0 (4 – 5 p.)           | Skonto Riga                                                               | CSKA Palace of Sports, Moscú                          |  |
|                     |                                                                                         |                            |                                                                           | Asistencia: 2,000 espectadores Árbitro(s): Vadim Zhuk |  |
|                     |                                                                                         | Tiros desde el punto penal |                                                                           |                                                       |  |
|                     | Demetradze · Tskitishvili · Zamtaradze · Kizilashvili · Kerdzevadze · Kudinov · Kaladze |                            | Zemļinskis · Štolcers · Bleidelis · Chaladze · Pahars · Ivanovs · Laizāns |                                                       |  |

| 29 de enero de 1997 | Dynamo Kiev                            | 2 – 0 | Zimbru Chișinău | Dynamo Manage, Moscú                                      |                                                           |
|                     | Byalkevich 13' · Shevchenko 89' (pen.) |       |                 | Asistencia: 1,500 espectadores Árbitro(s): Andrei Butenko | Asistencia: 1,500 espectadores Árbitro(s): Andrei Butenko |

| 29 de enero de 1997 | Spartak Moscú                       | 3 – 0 | Pyunik Yerevan | CSKA Palace of Sports, Moscú                                  |                                                               |
|                     | Tikhonov 34' (pen.) · Titov 49' 88' |       |                | Asistencia: 4,600 espectadores Árbitro(s): Algirdas Dubinskas | Asistencia: 4,600 espectadores Árbitro(s): Algirdas Dubinskas |

### Semifinales
| 31 de enero de 1997 | Dynamo Kiev                                 | 0 – 0 (4 – 1 p.)           | Skonto Riga                       | CSKA Palace of Sports, Moscú                              |  |
|                     |                                             |                            |                                   | Asistencia: 3,000 espectadores Árbitro(s): Andrei Butenko |  |
|                     |                                             | Tiros desde el punto penal |                                   |                                                           |  |
|                     | Byalkevich · Rebrov · Shevchenko · Bezhenar |                            | Zemļinskis · Štolcers · Bleidelis |                                                           |  |

| 31 de enero de 1997 | Spartak Moscú                                          | 1 – 1 (3 – 2 p.)           | Köpetdag Aşgabat                                   | CSKA Palace of Sports, Moscú                          |                                                       |
|                     | Mir.Romaschenko 75'                                    |                            | Gogoladze 4'                                       | Asistencia: 3,500 espectadores Árbitro(s): Vadim Zhuk | Asistencia: 3,500 espectadores Árbitro(s): Vadim Zhuk |
|                     |                                                        | Tiros desde el punto penal |                                                    |                                                       |                                                       |
|                     | Alenichev · Titov · Lipko · Mir.Romaschenko · Tikhonov |                            | Ignatow · Kulyýew · Durdyýew · Muhadow · Gogoladze |                                                       |                                                       |

### Final
| 3 de febrero de 1997 | Dynamo Kiev                                | 3 – 2 | Spartak Moscú                   | CSKA Palace of Sports, Moscú                               |                                                            |
|                      | Byalkevich 49' 85' · Shevchenko 51' (pen.) |       | Titov 21' · Tikhonov 81' (pen.) | Asistencia: 5,000 espectadores Árbitro(s): Slavik Kazaryan | Asistencia: 5,000 espectadores Árbitro(s): Slavik Kazaryan |

## Campeón
| Copa de la cEI 1997      |
| ------------------------ |
| Bandera de Ucrania       |
| FC Dynamo Kyiv 2º Título |

## Máximos goleadores
| # | Futbolista            | Equipo          | Goles |
| - | --------------------- | --------------- | ----- |
| 1 | Andriy Shevchenko     | Dynamo Kiev     | 6     |
| 1 | Andrey Tikhonov       | Spartak Moscú   | 6     |
| 3 | Sergei Bragin         | Lantana Tallinn | 5     |
| 4 | Yegor Titov           | Spartak Moscú   | 4     |
| 4 | Valyantsin Byalkevich | Dynamo Kiev     | 4     |
| 4 | Maksim Buznikin       | Rusia XI        | 4     |